# Округ Китсон (Минесота)
Китсон (енгл. Kittson County) је округ у америчкој савезној држави Минесота.

## Демографија
По попису из 2010. године број становника је 4.552, што је 733 (-13,9%) становника мање него 2000. године.
| Група             | 2000.         | 2010.         |
| Белци             | 5.142 (97,3%) | 4.434 (97,4%) |
| Афроамериканци    | 8 (0,2%)      | 11 (0,2%)     |
| Азијати           | 13 (0,2%)     | 16 (0,4%)     |
| Хиспаноамериканци | 67 (1,3%)     | 69 (1,5%)     |
| Укупно            | 5.285         | 4.552         |